# Università del Mississippi
L'Università del Mississippi, conosciuta anche come Ole Miss, è un'università di ricerca pubblica con sede a Oxford, Mississippi, Stati Uniti. Fondata nel 1848 nel corso della presidenza di James Knox Polk, l'istituto è composto da un campus principale ad Oxford e altri 4 campus di minori dimensioni con sede Booneville, Grenada, Tupelo e Southaven oltre che dal Centro Medico dell'Università del Mississippi a Jackson. Inoltre all'ateneo è collegata anche la Stazione Biologica dell'Università del Mississippi ad Abbeville.
Il 52 per cento degli studenti provengono dal Mississippi e il 19 per cento di questi studenti fanno parte di minoranze. Gli studenti stranieri provengono da 66 nazioni diverse. Ole Miss è una grande università dello stato del Mississippi con un totale di 20.844 iscritti nell'autunno 2011. Il campus di Oxford è il secondo più grande dello stato e ad autunno 2012 contava 21.535 iscritti.

## L'istituto
Con 2.563 impiegati a tempo pieno a Oxford e nei campus satelliti, inclusi 779 a tempo pieno, Ole Miss è la più grande fonte di lavoro di Lafayette County. Più dell'82 per cento degli impiegati possiede un'istruzione superiore. Il rapporto tra il corpo della facoltà e gli studenti dell'Università del Mississippi è di 19:1 e l'istituto ha il 47,4 per cento delle sue classi con 20 o meno studenti. I corsi più frequentati dell'Università del Mississippi includono: educazione elementare e insegnamento; marketing, finanza, farmacia, scienze farmaceutiche, business delle amministrazioni e management. Il tasso di soddisfazione degli studenti al primo anno è dell'80,8 per cento.

## Sport
Le squadre sportive dell'Università del Mississippi, originariamente conosciute come "Mississippi Flood", furono rinominate Rebels nel 1936 e competono nella Southeastern Conference della NCAA Division I. I colori dell'istituto sono il rosso cardinalizio e il blu marino, scelti per ricordare rispettivamente i colori di Harvard e Yale. Con una lunga storia nei campionati interscolastici (Ole Miss iniziò il suo programma di football nel 1890), l'università compete in 18 sport maschili e femminili.